# Maria Elena Arpón
Maria Elena Arpón (Lleó, 1948) és una actriu de cinema espanyola. Va interpretar Virginia a la pel·lícula de terror La noche del terror ciego (1972), dirigida per Amando de Ossorio i protagonitzada per Lone Fleming i César Burner.
A més de protagonitzar diverses campanyes publicitàries, en poc més de sis anys en actiu va participar en una quinzena de pel·lícules compartint pantalla amb alguns dels més importants intèrprets del moment, com Alfredo Landa, Paul Naschy, Fernando Fernán-Gómez, Anthony Steffen, Roberto Camardiel o Lina Morgan, treballant en obres de directors de la talla de José María Forqué, Pedro Lazaga, Chicho Ibáñez Serrador o Javier Aguirre. El seu primer paper com a protagonista fou a la pel·lícula La montaña rebelde de Ramón Torrado, amb María Mahor, Tomás Blanco i José Suàrez.

## Filmografia
- El pez de los ojos de oro (1974) com Amante de Zachary
- Fuzzy the Hero (1973) com Beatrice Rush
- Hunchback of the Morgue (1973) com Ilse
- ¡Qué cosas tiene el amor! (1973) com Secretària
- Disco rojo (1973) com Mónica
- Las tres perfectas casadas (1973) com Nancy
- Los paladines (1972)
- La noche del terror ciego (1972) com Virginia White
- La montaña rebelde (1971) com Rita
- Black story (La historia negra de Peter P. Peter) (1971) com Novia de Pepe
- El Cristo del Océano (1971) com Elisa
- Pierna creciente, falda menguante (1970) com Criada de Lupe
- Crimen imperfecto (1970) com Mariví
- Por qué pecamos a los cuarenta (1970) com Secretària de Federico
- De profesión, sus labores (1970) com Secretària de Juan
- La residencia (1969) com Alumna
- Soltera y madre en la vida (1969) com Enfermera
- Dame un poco de amooor...! (1968) com Recepcionista hipnotizada